# Aniello Porzio
Aniello Porzio (Napoli, ... – Napoli, ...; fl. XVII secolo) è stato un avvocato italiano.
Giudice coinvolto suo malgrado nella rivolta di Masaniello.
Uomo dal temperamento austero, stizzoso, era odiato e disprezzato dalla sua vita scandalosa, per aver lasciato la moglie.
Nel 1645 il Porzio possedeva " in perpetuum in burgensatico " la carica di avvocato dei poveri nella Gran Corte della Vicaria.
Il 14 gennaio 1648 fu nominato presidente della Vicaria criminale insieme con Agostino Mollo nella nuova Real Repubblica Napoletana. Presiede nello stesso mese al processo contro il Regina che aveva attentato alla vita del duca di Guisa.
Dopo la rivolta fu reintegrato nel suo ruolo senza conseguenze.
Nel 1648  il viceré il conte d'Oñate invio il Porzio che era giudice della Vicaria per stroncare il banditismo nel Cilento,  stabilì la sua residenza a Rutino,  dove fece arrestare e impiccare molte persone.
Nel 1660 il viceré Gaspar de Bracamonte y Guzmán, conte di Peñaranda, avuta notizia che Savino e Alessio Falchini, nipoti di Martello, con duecento uomini infestavano l'Abruzzo, inviò il consigliere Aniello Porzio, coadiuvato dal brigante Giulio Pezzola e da suo figlio, a quella volta per combatterli.